# Galateo overo de' costumi
Il Galateo overo de' costumi, il cui titolo completo è Trattato di messer Giovanni della Casa, nel quale sotto la persona d'un vecchio idiota ammaestrante un suo giovanetto, si ragiona de modi, che si debbono o tenere, o schifare nella comune conversatione, cognominato Galatheo overo de costumi, noto comunemente come Galateo, è un breve trattato scritto da Giovanni Della Casa (1503-56) probabilmente negli anni in cui si ritirò nell'abbazia di Sant'Eustachio presso Nervesa, nel trevigiano, o a Calvisano (BS) tra il 1551 e il 1555, e pubblicato postumo nel 1558.
L'opera era stata preceduta da un breve trattato in latino sullo stesso argomento, il De officiis inter tenuiores et potentiores amicos (1546). Allusioni indirette presenti nel testo del Galateo fanno ritenere che il trattato sia stato scritto tra il 1550 e il 1552, in un periodo di tranquillità seguito alla rinuncia di molte sue cariche e precedente la nomina a Segretario di stato voluta da Papa Paolo IV. L'opera fu dedicata a Galeazzo Florimonte, vescovo prima di Aquino e poi di Sessa Aurunca (da ciò il titolo dell'opera, infatti Galatheus è la forma latina del nome del dedicatario).
Le edizioni del Galateo si rifanno sostanzialmente al testo del manoscritto Vaticano Latino (ex Parraciani Ricci) apografo, ma con correzioni autografe (ha valore quindi di autografo) e all'editio princeps (Vulgata) edita a Venezia e curata da Erasmo Gemini (segretario di Della Casa). La problematicità della scelta delle due lezioni proviene dal fatto che solo il manoscritto è certificato come lezione d'autore (correzioni di Della Casa stesso) mentre discutibile è lo sviluppo del testo nella princeps: per una corretta focalizzazione sulla differenza tra varianti diventa importante il confronto tra l'edizione critica Scarpa (basata usualmente sulla princeps e influenzata dal lavoro di Prezzolini) e l'edizione a cura di Barbarisi (con il riferimento del Vaticano Latino).